# Groși (okręg Alba)
Groși – wieś w Rumunii, w okręgu Alba, w gminie Ceru-Băcăinți. W 2011 roku liczyła 29 mieszkańców.